# Willis J. Potts
Willis J. Potts (ur. 23 marca 1895 w Sheboygan, Wisconsin, zm. 5 maja 1968 w Sarasocie, Floryda) – amerykański chirurg i kardiochirurg, który skupił się na chirurgicznym leczeniu chorób serca u dzieci. Był pionierem w kardiochirurgii. Założył jeden z pierwszych w kraju programów chirurgii dziecięcej w Children's Memorial Hospital (później przemianowanym na Lurie Children's Hospital) w Chicago.

## Życiorys
Urodzony w Sheboygan w 1895, służył jako sierżant podczas I wojny światowej. Po wojnie rozpoczął studia medyczne na Uniwersytecie Chicagowskim. Po ich ukończeniu zajmował się chirurgią ogólną w Presbyterian Hospital w latach 1925-1928. Odbył dalsze studia podyplomowe we Frankfurcie nad Menem w 1930, a następnie praktykował w rejonie Chicago. Zaraz po ataku Pearl Harbor zorganizował 25 Szpital Ewakuacyjny i służył jako jego dowódca, najpierw w stopniu podpułkownika, a następnie pułkownika, na Pacyfiku w latach 1942-1945. W tym czasie przeczytał doniesienia Grossa na temat kardiochirurgii dziecięcej. Po powrocie ze służby wojskowej postanowił poświęcić się w pełni kardiochirurgii dziecięcej. Za cel postawił sobie ulepszanie procedur chirurgicznych u dzieci. Był doskonałym nauczycielem i doskonałym wzorem do naśladowania.
W 1945 Potts został mianowany naczelnym chirurgiem Szpitala Dziecięcego w Chicago (Children’s Memorial Hospital). W czasie, gdy objął stanowisko szefa oddziału chirurgii, głównymi operacjami wykonywanymi u dzieci były laparotomia w przypadku zapalenia wyrostka robaczkowego i pyloromiotomia w przypadku przerostowego zwężenia odźwiernika. Potts  ustanowił program szkolenia rezydentów w zakresie chirurgii dziecięcej.
Jednocześnie Potts poświęcał wiele czasu idei chirurgicznej korekcji sinicznych wrodzonych wad serca. Współpracując z kardiologiem dziecięcym Stanleyem Gibsonem i patologiem Josephem Boggsem, Potts pomógł stworzyć zbiór ponad 200 preparatów anatomicznych różnych wad serca. 
Potts wraz z Gibsonem i Sidney Smithem zainteresował się możliwością połączenia aorty z jedną z tętnic płucnych u chorych z niedostatecznym przepływem płucnym. W 1946 Potts i Smith opracowali technikę operacji,  która polegała na wykonaniu małego nacięcia w aorcie i małego nacięcia w tętnicy płucnej, a następnie zszyciu obu otworów razem. Wcześniej przeprowadzili zabieg z powodzeniem na 30 psach, zanim Gibson wysłał im 19-miesięczną pacjentkę, Diane Schnell. Dziecko siniało podczas wysiłku i często mdlało. Uznali, że nie przeżyje ona zbyt długo bez operacji i zdecydowali się uczynić ją pierwszą pacjentką, u której 13 września 1946 wykonano przetokę Pottsa (połączenie między aortą i tętnicą płucną).
Praca Pottsa nad chirurgią serca obejmowała także wynalezienie narzędzi chirurgicznych, które umożliwiały przeprowadzenie niektórych operacji, także w chirurgii naczyniowej. Zacisk Pottsa-Smitha wyłączający aortę zamykał tylko część światła aorty, dzięki czemu można było wykonać przetokę Pottsa, zachowując przepływ krwi w dalszym odcinku aorty. Opracował również zacisk naczyniowy Pottsa, który pozwalał na zaciśnięcie naczyń bez ich miażdżenia; znacznie przyspieszyło to rozwój chirurgii naczyniowej. 
Potts zakończył pracę jako ordynator chirurgii w Children's Memorial Hospital jesienią 1960, a w 1965 zakończył praktykę chirurgiczną, przeszedł na emeryturę i przeprowadził się na Florydę do Sarasoty, gdzie zmarł w wieku 73 lat na zawał serca.
Przeżyła go żona Henrietta, dwóch synów, córka i 14 wnuków.